# Lemon (bài hát của Yonezu Kenshi)
"Lemon" là một bài hát do ca sĩ kiêm nhạc sĩ sáng tác người Nhật Yonezu Kenshi thực hiện, được hãng Sony Music Entertainment Japan phát hành dưới dạng đĩa đơn vào ngày 14 tháng 3 năm 2018. Bên cạnh đó, đây cũng chính là ca khúc chủ đề của bộ phim truyền hình đình đám Unnatural lên sóng cùng năm. Kể từ khi ra mắt, tác phẩm đã gặt hái thành công lớn về mặt thương mại khi bán ra 500.000 ấn bản băng đĩa cũng như 3.000.000 ấn bản trực tuyến tại thị trường quê nhà, đồng thời còn trở thành bài hát tiếng Nhật có nhiều lượt xem nhất trên YouTube.

## Hoàn cảnh sáng tác
Yonezu Kenshi đã chấp nhận tham gia một số cuộc phỏng vấn liên quan đến "Lemon" để nói về bối cảnh sáng tác cũng như những vấn đề khác xoay quanh tác phẩm. Trong thời gian đầu thực hiện bài hát, nam nhạc sĩ đã tạm đặt cho nó cái tên "Memento." Anh chia sẻ rằng, "Tôi nghĩ là nó đến từ một nơi nào đó sâu thẳm trong ký ức bản thân, nhưng lại chẳng thể nào giải thích tỏ tường được." Ngay cả khi chỉ còn một ngày nữa thôi là đã tiến hành thu âm, Kenshi vẫn đang cặm cụi viết nốt phần lời còn lại cho tác phẩm. Đột nhiên, hai câu cuối "Tựa như hai nửa của quả chanh bị cắt vậy, kể cả bây giờ, em vẫn là ánh sáng của anh" chợt nảy ra trong đầu vị nhạc sĩ. Anh bèn thốt lên rằng "À, vậy ra bài hát này chính là "Lemon."" Hơn nữa, Kenshi cũng đích thân đảm nhận công đoạn vẽ bìa minh họa cho ca khúc. Anh tập trung vào vẻ sống động và sự tươi tắn của quả chanh, từ đó tạo nên cho nó một hình ảnh hoàn toàn không giống với những gì thường hay gắn liền với cái chết. Ban đầu Kenshi dự định sẽ thực hiện một bản ballad, thế nhưng đối với anh thì một bản ballad đơn giản thì không thú vị cho lắm, đồng thời anh cũng không muốn đứa con tinh thần của mình hoàn toàn chìm trong u buồn. Rốt cuộc, nam nhạc sĩ đã tạo ra một nhạc phẩm hòa quyện nhiều thể loại lại với nhau, với ca từ đau nhói tận tâm can trên nền nhạc sôi động và khiến người nghe như thể muốn bật dậy để nhảy múa. Yonezu Kenshi sáng tác bài hát này trong chuyến lưu diễn toàn quốc, đây cũng là thời điểm mà người ông của anh qua đời. Vị nhạc sĩ đã trăn trở rất nhiều về điều đó nên quá trình sáng tác ca khúc kéo dài hơn hẳn so với bình thường.

## Sáng tác
"Lemon" là một bài hát được sáng tác theo cấu trúc tiến trình hợp âm lặp lại C–Am–F–G7, nhưng ở đoạn giữa thì lại đi theo Am–F–G–C–F–C–G–C trong đó hợp âm Fm được chuyển đổi thành tông Am. Điều đặc biệt này được xem là nguyên nhân khiến cho bản ca của Kenshi trở nên phổ biến theo đường dài. Ca từ được đánh giá là gợi đến cảm xúc khao khát, nhung nhớ và lưu luyến ngay từ hai câu đầu tiên, "Thật tốt biết bao nếu như tất cả chỉ là một giấc mơ / Đến tận lúc này, anh vẫn mơ ước về em".

## Đánh giá chuyên môn
Cả tạp chí âm nhạc Billboard Japan lẫn nhà phê bình Suzuki Suzie khi phân tích sáng tác đã bày tỏ khen ngợi "Lemon" và cho biết, nguyên nhân bài hát vẫn còn giữ nhiệt quá lâu không chỉ là do sức hút của giọng hát đặc biệt mà còn là do giai điệu trầm lắng vẩn vơ "sở hữu sức mạnh trường tồn theo thời gian" cùng với chủ đề tang thương người thân khiến cho người khác chịu đồng cảm phải nghe đi nghe lại. Một cây bút bên trang Jrock News đã dùng đến từ khóa "Sausade" đến từ văn hóa dân gian Bồ Đào Nha để diễn tả tâm trạng của ca khúc, tức có nghĩa rằng "cảm giác khao khát một thứ gì đó hoặc một ai đó mà bạn yêu quý nhưng có thể sẽ chẳng bao giờ trở lại."

## Video âm nhạc
Video âm nhạc của "Lemon" đã được phát hành trên nền tảng YouTube vào ngày 27 tháng 2 năm 2018. Khung hình của video được đặt theo tỷ lệ hình vuông và bối cảnh đặt tại một nhà thờ tang lễ. Cảnh đầu tiên một nhóm người ủ rũ ngồi quanh những chiếc ghế trong một hội trường thiếu ánh sáng. Bối cảnh được cho là lấy từ tổ chức Alcoholics Anonymous khi mà mọi người cùng nhau bày tỏ nỗi niềm của mình và tìm kiếm sự giúp đỡ, làm bật lên chủ đề của bài hát là về cuộc đời nặng trĩu của một người. Video âm nhạc của "Lemon" đa phần tập trung vào các tiểu tiết như tiếng gót chân cũng như ánh sáng nhẹ nhàng của các nhân vật trong video nhằm tô đậm sự tĩnh lặng của căn phòng và con người bên trong đó. Giữa các cảnh quay là một vũ công đung đưa trong cô đơn, Kenshi thì ngồi trên một chiếc ghế dài và mang đôi giày cao gót cùng màu. Jrock News cho biết, cảm giác nghiêm túc của video này phá vỡ mọi sự hài hước vốn dĩ gắn liền với hình ảnh lạ thường. Video đã thu về hơn 800 triệu lượt xem và trở thành ca khúc Nhật Bản thành công nhất trên nền tảng này tính đến năm 2024.

## Biểu diễn trực tiếp và hát lại

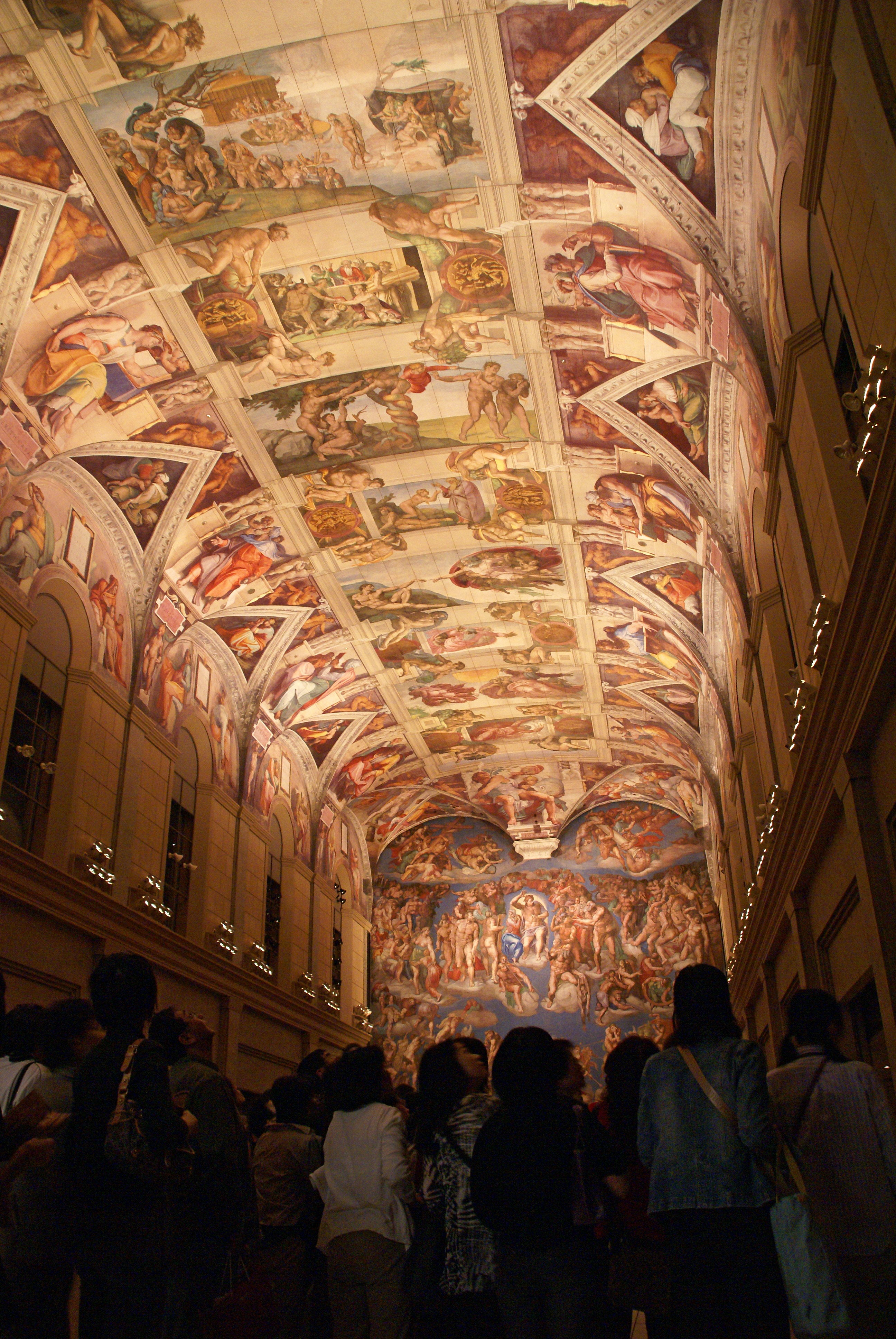
Sistine Hall – điểm trình diễn của Yonezu

Ngày 31 tháng 12 năm 2018, Yonezu đã có buổi biểu diễn đầu tiên trên truyền hình tại sự kiện NHK Kōhaku Uta Gassen lần thứ 69 với bài hát "Lemon" trên tư cách là thành viên của đội trắng. Đáp lại lời mời biểu diễn của NHK, Yonezu nói: "Tôi coi việc cất bài ca ở quê hương tôi – nơi ông tôi sống, mang ý nghĩa rất lớn", anh đồng ý biểu diễn vì anh cảm thấy biểu diễn ở quê nhà nhân ngày giỗ một năm ông nội, đồng thời để tưởng nhớ ông nội thật ý nghĩa. Là người thứ 24 trong nửa sau của chương trình và là người thứ 20 của đội trắng, Yonezu đã biểu diễn trực tiếp tại Sistine Hall thuộc Bảo tàng nghệ thuật Ōtsuka (thành phố Naruto) ở quê hương tỉnh Tokushima, thay vì địa điểm chính là NHK Hall. Yonezu hát toàn bộ phần điệp khúc của "Lemon" trong một không gian với vô số ngọn nến ảo ảnh được thắp tại Sistine Hall, và vũ công Sugawara Koharu đã biểu diễn một điệu nhảy do Tsujimoto Tomohiko biên đạo trong buổi diễn. Yonezu không thường xuyên có mặt trên truyền thông và sóng truyền hình so với các nghệ sĩ biểu diễn khác, đồng thời anh chưa từng xuất hiện trực tiếp trong một chương trình truyền hình nào trước đây. Sau màn trình diễn, Yonezu nói: "Tôi xin bày tỏ lòng biết ơn tới tất cả những người đã chuẩn bị cho dịp này. Cảm ơn các bạn rất nhiều." và nhận về những phản hồi tích cực.
Tháng 2 năm 2018, Kobasolo và Harutya phát hành video hát lại "Lemon". Trong đó Kobasolo đảm nhận khâu sáng tác được cho là tương đồng với bản gốc, còn Harutya thì biểu diễn bằng nhạc cụ guitar acoustic.

## Danh sách bài hát
Tất cả các ca khúc được viết bởi Kenshi Yonezu.
| STT              | Nhan đề               | Thời lượng |
| ---------------- | --------------------- | ---------- |
| 1.               | "Lemon"               | 4:16       |
| 2.               | "Cranberry & Pancake" | 3:30       |
| 3.               | "Paper Flower"        | 4:35       |
| Tổng thời lượng: | Tổng thời lượng:      | 12:21      |

## Đội ngũ
Danh sách thành viên trong đội ngũ được dựa trên phần ghi chú của tác phẩm.
- Yonezu Kenshi - nhà sản xuất, sắp xếp đội ngũ, vocal, guitar
- Muroya Koichiro - đảm nhiệm phần nhạc khí có dây
- Suto Yu - bass
- Huri Masaki - tay trống
- Izawa Ichiyo - piano
- Mochizuki Tatsuya - kỹ thuật guitar
- Imamura Koji - kỹ thuật trống
- Miyake Akira - chỉ đạo dàn trống
- Komori Masahito - thu âm, hòa âm
- Ted Jensen - hoàn chỉnh âm thanh

## Xếp hạng
| Xếp hạng (2018)            | Vị trí cao nhất |
| -------------------------- | --------------- |
| Nhật Bản (Hot 100)         | 1               |
| Nhật Bản (Oricon)          | 2               |
| Nhật Bản (Oricon Tổng hợp) | 1               |

| Xếp hạng (2023)   | Vị trí cao nhất |
| ----------------- | --------------- |
| Hàn Quốc (Circle) | 113             |

| Xếp hạng (2018)    | Vị trí |
| ------------------ | ------ |
| Nhật Bản (Hot 100) | 1      |
| Nhật Bản (Oricon)  | 18     |

| Xếp hạng (2019)            | Vị trí |
| -------------------------- | ------ |
| Nhật Bản (Hot 100)         | 1      |
| Nhật Bản (Oricon)          | 34     |
| Nhật Bản (Oricon Tổng hợp) | 10     |

| Xếp hạng (2020) | Vị trí |
| --------------- | ------ |
| Japan Hot 100   | 17     |

| Xếp hạng (2021) | Vị trí |
| --------------- | ------ |
| Japan Hot 100   | 47     |

| Xếp hạng (2022) | Vị trí |
| --------------- | ------ |
| Japan Hot 100   | 73     |

| Xếp hạng (2023) | Vị trí |
| --------------- | ------ |
| Japan Hot 100   | 73     |

| Xếp hạng (2008–2022)     | Vị trí |
| ------------------------ | ------ |
| Nhật Bản (Japan Hot 100) | 1      |

## Chứng nhận
| Quốc gia | Chứng nhận  | Số đơn vị/doanh số chứng nhận |
| --- | ----------- | ----------------------------- |
| Nhật Bản (RIAJ) băng đĩa | 2× Bạch kim | 500.000^                      |
| Nhật Bản (RIAJ) trực tuyến | 3× Million  | 3.000.000*                    |
| Phát trực tuyến |             |                               |
| Nhật Bản (RIAJ) | 2× Bạch kim | 200.000.000                   |
| * Chứng nhận dựa theo doanh số tiêu thụ. · ^ Chứng nhận dựa theo doanh số nhập hàng. · Chứng nhận dựa theo doanh số phát trực tuyến. |             |                               |

## Thành tựu
| Năm  | Giải thưởng                                | Hạng mục                     | Kết quả   |
| ---- | ------------------------------------------ | ---------------------------- | --------- |
| 2018 | Giải thưởng Video Âm nhạc MTV              | Video xuất sắc nhất năm      | Đoạt giải |
| 2018 | Giải thưởng Video Âm nhạc MTV              | Video nam xuất sắc nhất      | Đoạt giải |
| 2018 | Giải thưởng Truyền hình Hàn lâm lần thứ 96 | Ca khúc chủ đề xuất sắc nhất | Đoạt giải |
| 2018 | Liên hoan Phim truyền hình Quốc tế Tokyo   | Ca khúc chủ đề xuất sắc nhất | Đoạt giải |
| 2018 | Billboard Japan Music Awards               | Hot 100 of the Year          | Đoạt giải |
| 2019 | Billboard Japan Music Awards               | Hot 100 of the Year          | Đoạt giải |
| 2019 | Giải Space Shower Music                    | Bài hát của năm              | Đoạt giải |
| 2020 | Giải JASRAC                                | Giải Vàng                    | Đoạt giải |